# Psychotria incompta
Psychotria incompta är en måreväxtart som beskrevs av Albert Charles Smith. Psychotria incompta ingår i släktet Psychotria och familjen måreväxter. Inga underarter finns listade i Catalogue of Life.